# Cervera (Asturias)
Cervera  es una localidad española del municipio de Cabranes, en la comunidad autónoma de Asturias.

## Historia
Hacia mediados del siglo XIX, el lugar ya pertenecía al ayuntamiento de Cabranes y a la parroquia de Torazo. Aparece descrito en el sexto volumen del Diccionario geográfico-estadístico-histórico de España y sus posesiones de Ultramar de Pascual Madoz de la siguiente manera:

CERVERA: l. en la prov. de Oviedo, ayunt. de Cabranes y felig. de San Martin de Torazo. (V.)
(Madoz, 1847, p. 350)

En 2022, tenía empadronados 22 habitantes.